# آرتور راینمان
آرتور راینمان (انگلیسی: Arthur Reinmann؛ ۱۹۰۱ – ۱۹۸۳) وزنه‌بردار اهل سوئیس بود.
وی در مسابقات کشوری و بین‌المللی در مجموع برندهٔ ۱ مدال برنز شده‌است.